# Verdun-sur-Garonne
Verdun-sur-Garonne é uma comuna francesa na região administrativa da Occitânia, no departamento de Tarn-et-Garonne. Estende-se por uma área de 36.26 km², e possui 4.782 habitantes, segundo o censo de 2018, com uma densidade de 130 hab/km².